# 英戈尔赛姆
英戈尔赛姆（法語：Ingolsheim，法語發音：[iŋ(ɡ)ɔlsaim] ⓘ；南法兰克语：Íngelse）是法国下莱茵省的一个市镇，属于阿格诺-维桑堡区。

## 地理
英戈尔赛姆（48°58'27"N, 7°56'13"E）面积4.46 平方千米，位于法国大東部大區下莱茵省，该省份为法国大陆部分最东部的省份，是阿尔萨斯的一部分，今与上莱茵省组成了阿尔萨斯欧洲集体，其南至上莱茵省，西南接孚日省和默尔特-摩泽尔省，西接摩泽尔省，北与德国接壤，东侧沿莱茵河与德国相望。
与英戈尔赛姆接壤的市镇（或旧市镇、城区）包括：克莱堡、德拉肯布龙-比尔伦巴克、温斯帕赫、塞巴赫、里耶德塞尔特。
英戈尔赛姆的时区为UTC+01:00、UTC+02:00（夏令时）。

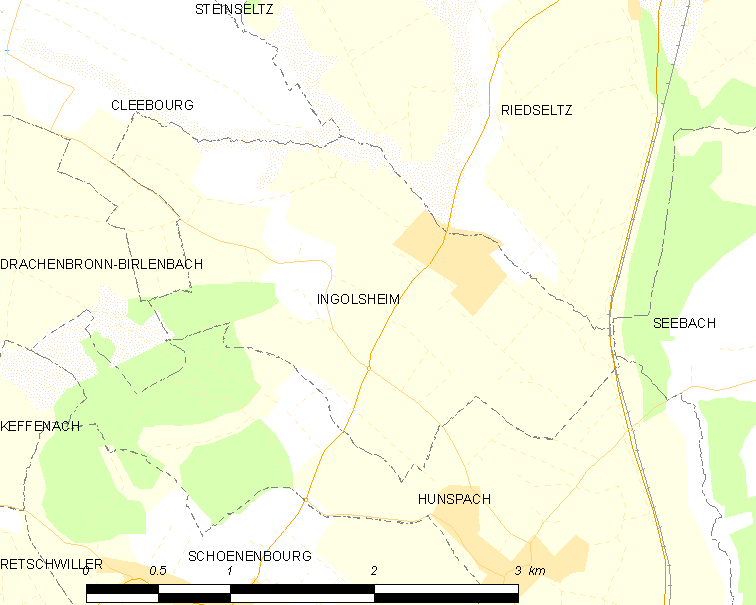
英戈尔赛姆的OSM定位图

## 行政
英戈尔赛姆的邮政编码为67250，INSEE市镇编码为67221。

## 政治
英戈尔赛姆所属的省级选区为维桑堡县。

## 人口

1962-2008年间英戈尔赛姆人口变化图示

英戈尔赛姆于2022年1月1日时的人口数量为361人。